# دوز (بازی)
دوز بازی
یا بازی دوز نه تایی Nine Men Mirris یک بازی فکری دو نفره است که با یک مقوا یا کاغذ و ۲۴ مهره در دو رنگ بازی می‌شود. طرحی هندسی با استفاده از چند خط روی مقوا رسم می‌شود و بازیکنان تلاش می‌کنند سه مهرهٔ خود را به ردیف در جایگاه‌ها بنشانند و همچنین مانع ردیف شدن مهره‌های حریف شوند.(ددی) این بازی را می‌توان با طرح دیگری که ساده‌تر است و هر بازیکن سه مهره دارد و به آن دوز سه تایی می‌گویند بازی کرد؛ ولی دوز بازی ۹ تایی پیچیده‌تر است و فکر بیشتری نیاز دارد. همچنین از این بازی در قهوه خانه ها نیز انجام میشود. انواع دیگر این بازی عبارتند از: دوز شش تایی، دوز نه تایی و دوز یازده تایی زمانهای قدیم به جای مهره از تعدادی سنگ به رنگهای سیاه و سفید یا در ایران از لوبیا و نخود هم استفاده می‌شد. دوز جد بزرگ بازی tic-tac-toe و Noughts and Crosses و Xs and Os می‌باشد که آنقدر معروف شده اند که به دوز هم معروفند نام این دوز متفاوت از دوز نه تایی است.

## دوز شش تایی

جدول دوز که در هر خانهٔ آن (دایره) یک مُهره قرار می‌گیرد. در هر ردیف یا ستون این جدول سه خانه وجود دارد.

دوز بازی شش تایی مانند دوز بازی دوازده تایی یک بازی فکری دو نفره است که با یک مقوا و ۱۲ مهره در دو رنگ بازی می‌شود. طرحی هندسی با استفاده از چند خط روی مقوا رسم می‌شود و بازیکنان تلاش می‌کنند سه مهرهٔ خود را به ردیف در جایگاه‌ها بنشانند و همچنین مانع ردیف شدن مهره‌های حریف شوند.

## دوز یازده تایی
دوز یازده تایی مانند دوز بازی دوازده تایی یک بازی فکری دو نفره است که با یک مقوا و ۲۲ مهره در دو رنگ بازی می‌شود. طرحی هندسی با استفاده از چند خط روی مقوا رسم می‌شود و بازیکنان تلاش می‌کنند سه مهرهٔ خود را به ردیف در جایگاه‌ها بنشانند و همچنین مانع ردیف شدن مهره‌های حریف شوند.

## دوز سه تایی

جدول دوز که در هر خانهٔ آن (دایره) یک مُهره قرار می‌گیرد. در هر ردیف یا ستون این جدول سه خانه وجود دارد.

دوزبازی سه‌تایی یک بازی فکری دو نفره مشابه ایکس او یا تیک‌تاک‌تو (سه به سه قطار) (به انگلیسی: tic-tac-toe) است که با یک صفحه و شش مهره در دو رنگ بازی می‌شود. طرحی هندسی، با استفاده از چند خط روی مقوا، رسم می‌شود و بازیکنان تلاش می‌کنند تا سه مهرهٔ خود را به ردیف در جایگاه‌ها بنشانند و همچنین مانع ردیف شدن مهره‌های حریف شوند. برنده، کسی است که زودتر ردیف سه‌تایی بسازد.